# Platylister kempi
Platylister kempi är en skalbaggsart som först beskrevs av Heinrich Bickhardt 1913.  Platylister kempi ingår i släktet Platylister och familjen stumpbaggar. Inga underarter finns listade i Catalogue of Life.